# Толстянка наскальная
Толстянка наскальная или Толстянка скальная (лат. Crassula rupestris) — вид суккулентных растений рода Толстянка (Crassula) семейства Толстянковые (Crassulaceae), естественно произрастающий на территории Намибии и Капской провинции Южно-Африканской Республики.

## Название
Родовое латинское (научное) название Crassula произошло от латинского слова crassus, что означает «толстый», в связи с наличием сочных листьев у представителей рода.
Видовой латинский эпитет rupestris относится к особенности окружающей среды и указывает на каменистую природу местообитания, которая часто представлена среди камней или скал и служит средой обитания для этих растений.

## Описание

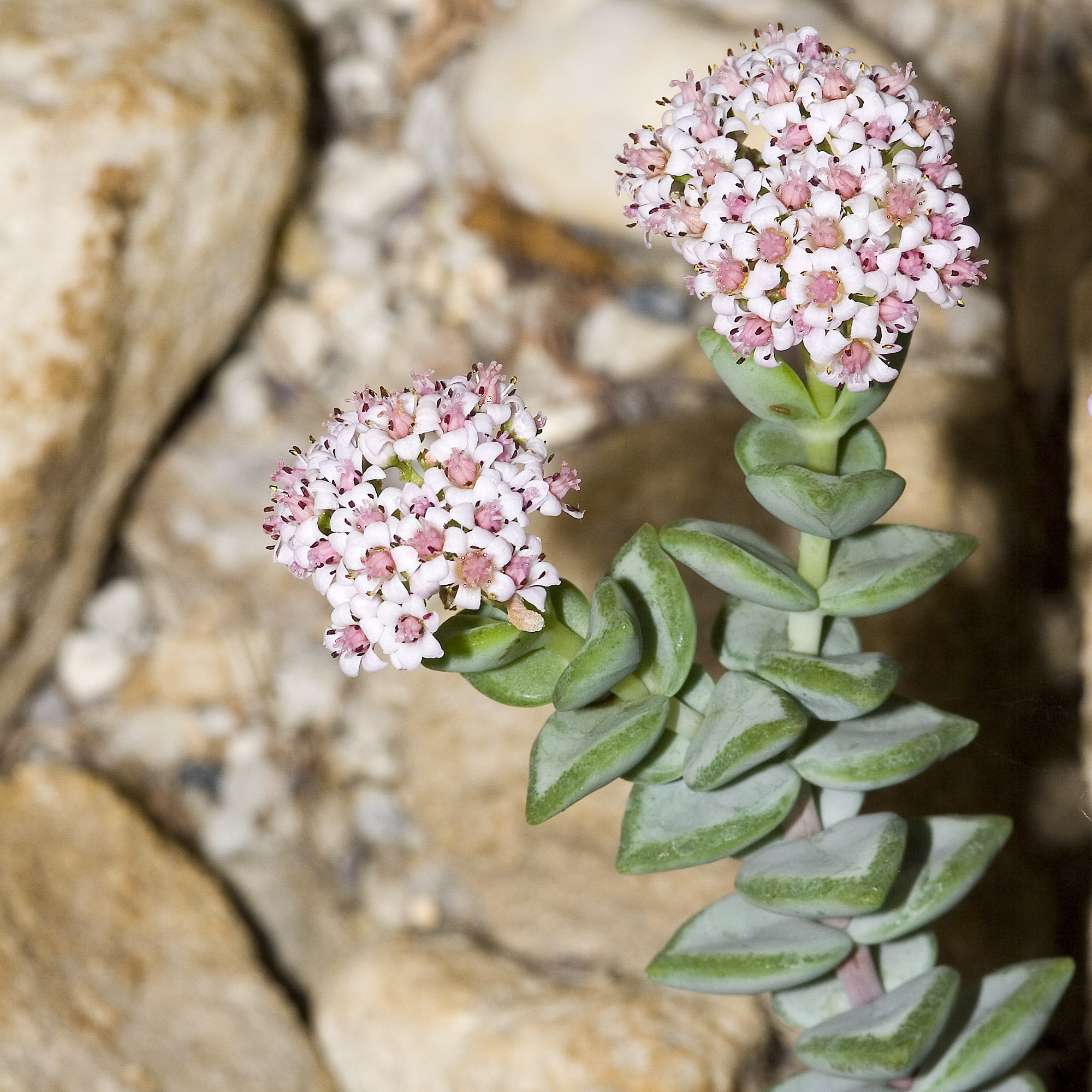
Соцветия

Толстянка наскальная представляет собой сильно разветвленный, сочный, многолетний кустарник или полукустарник. Стебли узкие и мясистые в верхней части, но становятся довольно деревянистыми в нижней части. Листья супротивные, имеют яйцевидную и ланцетную форму. Цветки собраны в грозди на верхушке стебля. Окраска цветков варьирует от темно-розового до бледно-розового. Цветение происходит с июня по сентябрь.
Семена крайне мелкие. Интересно, что зеленый хлорофилл в летний период года проникает глубже в ткань листа. Летом края листьев приобретают яркие красные и желтые оттенки как адаптация к сухой жаре. Летом в большинстве случаев растения впадают в состояние покоя.
Эти растения обычно растут очень медленно, особенно при выращивании из семян. В идеальных условиях может потребоваться до пяти лет, чтобы достичь длины 1 м. В своей естественной среде они могут прожить более шестидесяти лет.

## Распространение и экология

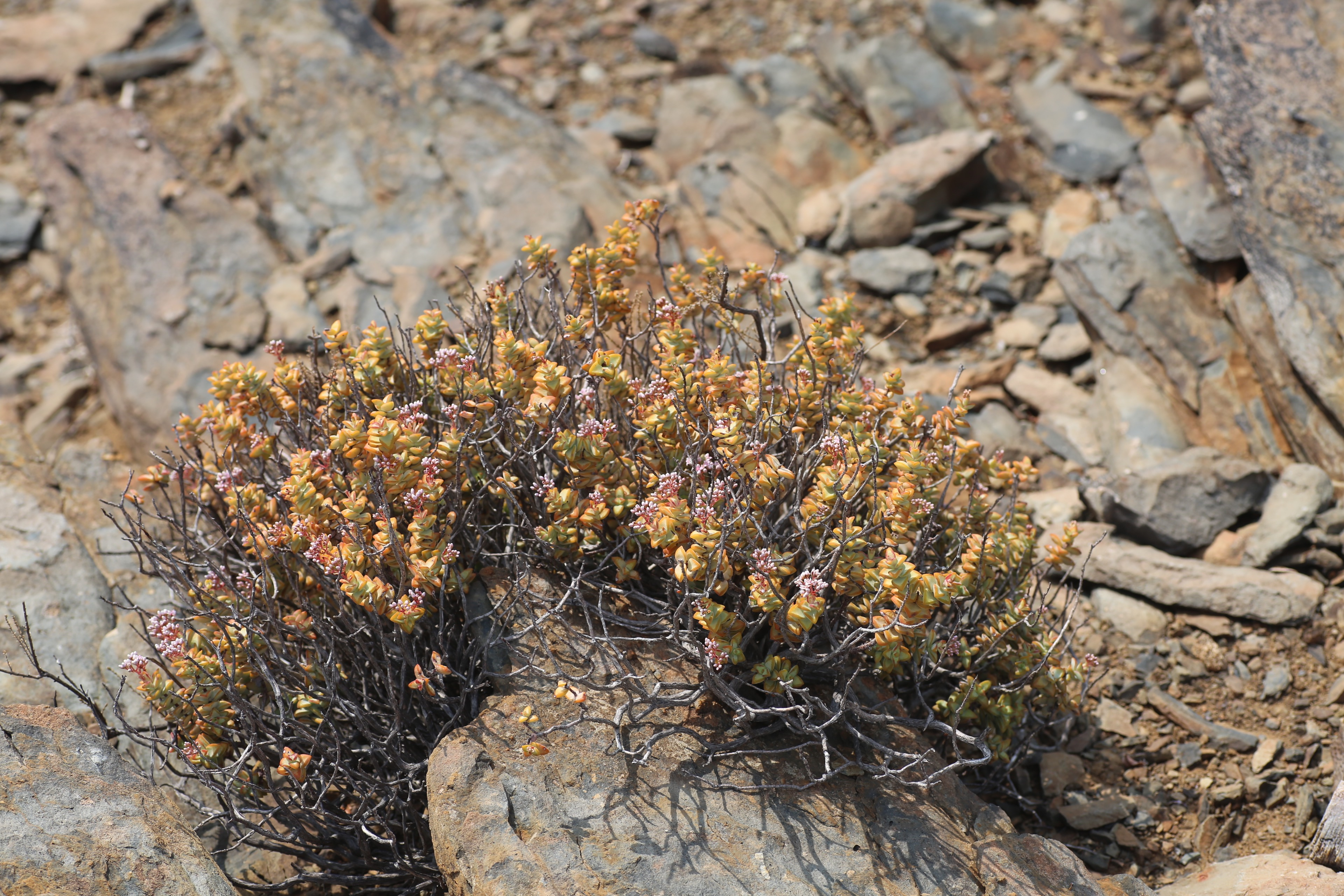
Растение в естественной среде обитания

Толстянка наскальная предпочитает жаркие, сухие и каменистые места обитания. Подобно многим другим суккулентам из сухих западных областей страны, толстянки наскальные адаптировались к ограниченному доступу к воде. Они выживают в районах, где основные осадки приходят в основном зимой и их количество редко превышает 120 мм в год. Эти растения относительно устойчивы к морозам и могут выдерживать температуру до -4°C.
Толстянка наскальная опыляется насекомыми — пчелами, шмелями и иногда мотыльками. Ее мелкие семена могут быть раснесены ветром на некоторое расстояние от родительского растения. Они могут затем оказаться в расщелинах скал или под кустами, где будут ждать достаточной влажности для прорастания. Из большого количества прорастающих семян лишь небольшая часть выживает до достижения взрослого состояния.

## Таксономия
Crassula rupestris L.f., первое упоминание в Suppl. Pl.: 189 (1782).

### Синонимы
- Purgosea rupestris G.Don
- Crassula monticola N.E.Br.
- Crassula perfossa sensu Harv., Marloth, non Lam.

### Подвиды
Согласно данным сайта Plants of the World Online, род состоит из 3 подвидов:

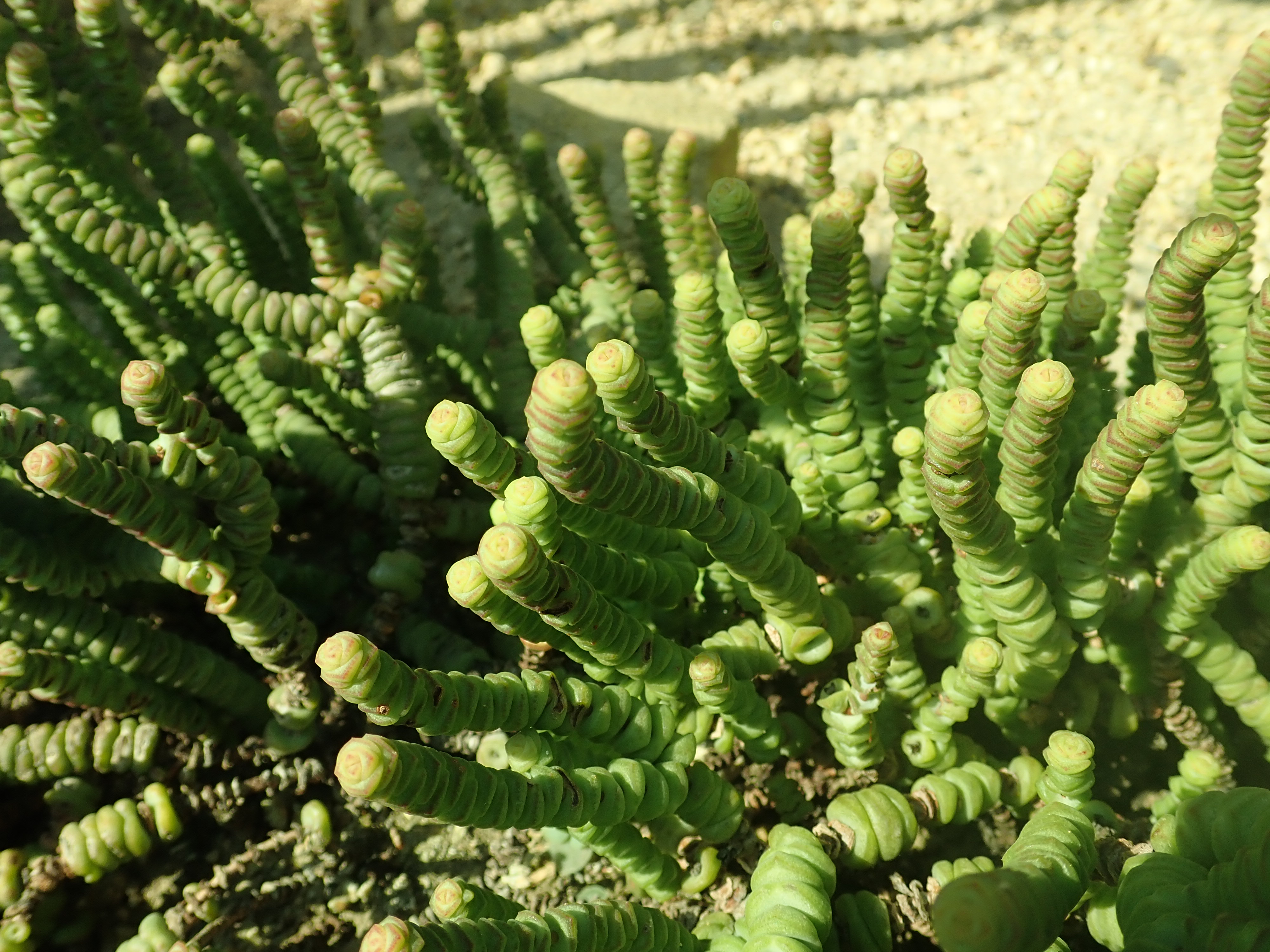
Crassula rupestris subsp. marnieriana в ботаническом саду Берлина

- Crassula rupestris subsp. commutata (Friedrich) Toelken — Листья меньше 4 мм, едва сросшиеся, видны междоузлия, стебли не укореняются при контакте с землей[8].
- Crassula rupestris subsp. marnieriana в ботаническом саду БерлинаCrassula rupestris subsp. marnieriana (H.Huber & H.Jacobsen) Toelken — Подвид Марнье[9] характеризуется карликовыми укореняющимися стеблями с листьями, расположенными настолько близко друг к другу, что создают впечатление столбчатых стеблей[8].
- Crassula rupestris subsp. rupestris

## Уход
Растениям (subsp. rupestris) необходимо обеспечить полное солнце или яркий, фильтрованный свет с хорошей циркуляцией воздуха для сохранения компактной формы. Однако следует избегать прямого солнечного освещения в середине лета, чтобы предотвратить перегрев. Они не очень хорошо адаптируются к полной тени, так как могут растягиваться и подвержены гниению. Влажная почва способствует развитию гнили корней и стеблей, особенно в холодные зимние месяцы. Важно предотвращать задержку влаги в области корней и поддерживать низкую влажность окружающей среды.